# Essilor
Essilor є французькою міжнародною компанією, яка розробляє, виробляє та ринки лінзи для виправлення або захисту зору. Його штаб-квартира знаходиться в Чарентон-ле-Понті (біля Парижа), Франції.
Це найбільший у світі виробник офтальмологічних лінз.